# محافظة ترات
محافظة ترات (بالتايلاندية:ตราด) و (بالإنجليزية:Trat) هي واحدة من محافظات تايلاند الخمس والسبعين تقع بجوار محافظة تشانثابوري و دولة كمبوديا

## الجغرافيا
تقع سلسلة جبال الهيل شرق المحافظة بالحدود معا كمبوديا حيث تشترك محافظة ترات معا ثلاث محافظات كمبودية، تقع جزيرة تشانغ (كوه تشانغ) ثالث أكبر جزيرة في تايلاند بعد بوكيت وجزيرة ساموي من ضمن المحافظة التي تحتوي علي حديقة وطنية .

## السياحة
تُعد محافظة ترات وجهة سياحية مميزة بفضل موقعها الساحلي المطل على خليج تايلاند وقربها من الحدود الكمبودية، تشتهر بسواحلها الجميلة وجزرها الخلابة، أبرزها جزيرة كوه تشانغ وكو كوت، اللتان توفران مناظر طبيعية ساحرة، شواطئ بيضاء، وغابات مطيرة. وتُعرف ترات أيضًا بطابعها الهادئ مقارنة بالمناطق السياحية المزدحمة، ما يجعلها خيارًا مثاليًا للباحثين عن الاسترخاء والطبيعة.

## التقسيمات الادارية
تنقسم المحافظة الي 7 مقاطعات . وتنقسم هذه المقاطعات إلى 38 مقاطعة فرعية (بلدية) و 254 قرية .
| 1. موينج ترات 2. كولونج ياي 3. خاو سامينج 4. بو راي 5. ليم نجوب 6. كوه كيت | 1. كو تشانغ |

## أعلام
- نيتيبوم نفراتنا